# Halo: Uprising
Halo: Uprising è una miniserie a fumetti statunitense composta da quattro numeri e ambientata nell'universo fantascientifico di Halo. La serie fu scritta da Brian Michael Bendis, illustrata da Alex Maleev e pubblicata dalla Marvel Comics. Uprising racconta una storia ambientata tra la fine degli eventi narrati nel videogioco del 2004 Halo 2 e l'inizio del capitolo successivo, Halo 3, mentre la Terra è sotto attacco da parte di un'alleanza di razze aliene nota con il nome di Covenant. Si prevedeva che la miniserie giungesse sul mercato e si esaurisse prima che Halo 3 fosse pubblicato il 25 settembre 2007, ma il numero finale apparve solo nell'aprile del 2009.
Nel 2005, aveva trovato già sbocco una collaborazione tra la Marvel Comics e la Bungie Studios, l'azienda sviluppatrice della saga videoludica, funzionale a realizzare un singolo volume intitolato Halo Graphic Novel. Il successo ottenuto in termini di critica e di vendite del romanzo a fumetti appena menzionato spinse la Marvel ad annunciare l'avvio dei lavori per una nuova serie dedicata a Halo nel 2006, con Ruwan Jayatilleke, vicepresidente dello sviluppo della Marvel, in veste di editore. Brian Michael Bendis, fan di lunga data di Halo, si disse entusiasta di poter aggiungere con la sua matita dei contenuti alla storia del franchise.
L'accoglienza si rivelò peggiore delle aspettative. Benché lo stile artistico ricevette generalmente degli elogi, l'assenza di una trama incentrata su Master Chief, protagonista della saga, così come di un'efficace caratterizzazione del personaggio, nonché i ritardi nella pubblicazione, spinsero la critica a non esprimersi in termini troppo entusiastici. Nonostante i giudizi variegati, la miniserie rappresentò  un'operazione riuscita in termini di vendite e raggiunse persino la prima posizione dell'elenco dei bestseller di Graphic Books curato dal New York Times.

## Trama
La storia di Uprising ha inizio dopo gli eventi di Halo 2, nel momento in cui l'alleanza di razze aliene note con il nome di Covenant scopre l'ubicazione della Terra e dà il via a un'invasione su vasta scala del pianeta natale del loro nemico. Il supersoldato Master Chief, protagonista della saga, è nascosto a bordo di un'antica nave dei Precursori, un'antica civiltà ormai scomparsa. Giunto nei pressi della Terra, viene sopraffatto da una forza d'attacco Covenant e reso privo di sensi. Nella scena successiva, il colonnello James Ackerson viene torturato dalle forze Covenant su Marte, rivelando sotto tortura l'esistenza di un prezioso manufatto chiamato "chiave di Osanalan". Ackerson ammette che essa si trova a Cleveland, negli Stati Uniti. In Ohio, la narrazione segue il punto di vista di un portiere di un hotel di nome Ruwan mentre la città cade sotto l'attacco delle forze Covenant. Durante i momenti di trambusto, si imbatte in una donna di nome Myras Tyla, che riesce a rimanere calma nonostante l'uomo si avvicini a lei in preda al panico. La coppia viene catturata e, assieme ad altri abitanti, ammassata in uno stadio sportivo. A quel punto, i Covenant intimano gli umani di rivelare la posizione della chiave di Osanalan per avere salve le loro vite; Tyla appare confusa, ma Ruwan afferma di sapere esattamente di cosa si tratta.
A bordo della nave dei Precursori, Master Chief viene catturato e interrogato dalle forze Covenant, ma riesce a scappare munendosi di un'arma nascosta. Sulla Terra, Ruwan e Tyla sfuggono al rilevamento da parte dei Covenant e si appropriano di un veicolo nel tentativo di scappare. Ruwan rivela che la chiave è in realtà un oggetto immaginario che lui e suo fratello James Ackerson hanno inventato da bambini; James aveva dunque confessato ai Covenant della chiave per scongiurare la distruzione totale di Cleveland. Dopo aver combattuto le forze Covenant, Ruwan e Tyla vengono salvati dai marines e lasciano la città. Master Chief tenta di uccidere il leader dei Covenant, Profeta della Verità, ma viene scoperto mentre prende la mira; Verità riesce a dileguarsi, mentre Chief è costretto ad affrontare le guardie del Profeta che lo rallentano e lo costringono a trovare una via d'uscita dalla nave. Poiché intuisce che non c'è modo di modificare la destinazione della nave dei Precursori, Chief si lancia in volo sulla Terra usando un pezzo della nave a mo' di scudo termico.
Dopo aver informato l'UNSC sulla reale natura della chiave, Ruwan si offre volontario per "consegnare" l'oggetto agli alieni. Catturato e portato a bordo di una nave Covenant, questi ultimi sospettano che altri umani verranno a cercarlo, in quanto temono che porti con sé un segnalatore che porta addosso. Tuttavia, Ruwan rivela che in realtà è un bersaglio, proprio poco prima che un cannone Gauss prenda di mira la sua posizione per poi distruggere l'astronave. Dopo aver appreso che il misterioso manufatto non esiste, i Brute situati su Marte decapitano Ackerson. Dopo aver raggiunto un accampamento per i civili in fuga, Tyla si accinge a scrivere una canzone dedicata a Ruwan.

## Storia editoriale

Brian Michael Bendis, autore dei testi di Halo: Uprising

Il vicepresidente dello sviluppo della Marvel Ruwan Jayatilleke contattò lo sviluppatore di giochi della Bungie per estendere il franchise di Halo ai fumetti. Jayatilleke notò che la dedizione della Bungie alla creazione di un universo credibile, avvincente sia per i fan più accaniti che per quelli occasionali, aveva reso la serie «attraente» per la Marvel. Nel 2005, la Marvel venne a sapere che la Bungie aveva già creato un romanzo a fumetti dal titolo Halo Graphic Novel, ma cercava una casa editrice e un'azienda che distribuisse il prodotto. Interessati alla vicenda, Brian Michael Bendis e Jayatilleke fecero visita alla Bungie e decisero di accettare l'offerta di pubblicare Halo Graphic Novel, discutendo altresì la possibilità di una serie di fumetti tie-in.
Halo Graphic Novel si rivelò un successo in termini di critica e di vendite; al debutto, il fumetto raggiunse la seconda posizione nelle classifiche di vendita di Diamond Comic Distributors e ne furono pubblicate più di 100.000 copie. La Marvel Comics e la Bungie annunciarono l'uscita della prima miniserie a fumetti di Halo, Halo: Uprising, durante il Comic-Con 2006 tenutosi a San Diego, in California.
Brian Michael Bendis, sceneggiatore della serie, dichiarò in un'intervista di essere stato «onorato» di aggiungere degli elementi alla tradizione di Halo. Egli fece notare che l'opera aveva aggiunto «umanità e prospettiva» al franchise, qualcosa di non facile da trasmettere attraverso dei videogiochi. Bendis si descrisse come un giocatore di lunga data di Halo e che aveva «fatto i [suoi] compiti su Halo», leggendo e giocando a qualsiasi prodotto della saga. Bendis sostenne che la Bungie apprezzava l'idea che gruppo di lavoro Marvel esplorasse degli spiragli meno noti dell'universo di Halo o tirasse fuori nuove idee, anziché attenersi a una sceneggiatura o a una serie di progetti già delineati dalla Bungie o dalla Microsoft. Il Philadelphia Daily News suggerì che un fumetto incentrato su Halo avrebbe attirato altresì dei lettori che non avevano mai letto un testo del genere prima d'ora. Bendis ribadì nel corso di un'intervista che suscitare l'attenzione di giocatori occasionali nel mondo dei fumetti risultò un obiettivo importante per la serie. Malgrado contattare professionisti del settore affermati costrinse Bendis a collaborare con la Bungie e la Microsoft, egli affermò di non averla ritenuta una restrizione. Il team della Bungie consentì a Bendis di esplorare dei ritagli meno approfonditi della storia di Halo, gradendo particolarmente tale scelta di manovra. Scrivere dei dialoghi per Master Chief, una figura cui volto è ignoto e il cui carattere è solitamente taciturno nei videogiochi, si rivelò una sfida; Bendis scartò gran parte del dialogo redatto per consentire al lavoro di Maleev di definire il personaggio.
In origine, l'intera serie di quattro numeri di Halo: Uprising doveva essere pubblicata prima dell'uscita del 25 settembre 2007 di Halo 3. Bendis suggerì che la serie avrebbe potuto subire dei ritardi non previsti a causa della stretta collaborazione tra Marvel e Bungie. Per ragioni non meglio specificate, la pubblicazione di tutti i numeri di Halo: Uprising andò respinta, con il risultato che la data pensata per il numero 1, ovvero il 15 agosto 2007, subì un ritardo di una settimana circa (22 agosto). Il 29 agosto, giorno in cui il numero 2 avrebbe dovuto vedere la pubblicazione, patì la medesima sorte e venne messo in commercio il 21 novembre. Il numero 3, la cui uscita era stata pianificata per il settembre del 2007, venne annunciato solo molto tempo dopo, ovvero alla fine dell'agosto 2008. I continui rinvii finirono per stimolare l'ironia degli appassionati su un forum creato sul sito di Halo.Bungie.Org. Anche il numero 4 sperimentò diversi ritardi, con l'iniziale 31 ottobre 2007 che diventò il 4 marzo e poi il 18 marzo 2009. Claude Errera di Halo.Bungie.Org sottolineò come, dati i precedenti della serie e il fatto che l'uscita del numero era stata spostata più di una dozzina di volte, la sua apparizione a marzo appariva improbabile. Nell'annunciare due nuove serie a fumetti di Halo della Marvel nel febbraio 2009, Jayatilleke comunicò alla IGN che il numero finale era in procinto di essere colorato. La data finale di uscita del numero fu fissata per il 15 aprile. La versione originale della serie fu raccolta in un unico volume pubblicato nel mese di maggio del 2009 (ISBN 0-7851-3647-9). La copertina rigida raccolta presenta una varietà di illustrazioni aggiuntive e dei materiali relativi alla fase di realizzazione delle opere.

## Accoglienza
Halo: Uprising rappresentò un successo in termini di vendite conseguite. Il primo numero fu esaurito nel giro di 24 ore, circostanza che convinse la Marvel ad eseguire una ristampa della puntata. Secondo i dati forniti dal New York Times, l'edizione con copertina rigida risultò il testo più venduto della sua categoria nella settimana terminata il 13 giugno.
Abbastanza variegata è risultata invece l'opinione della critica. Il revisore Kevin Powers, per conto di Comics Bulletin, così come Richard George di IGN, hanno elogiato le sequenze d'azione e le vignette di Maleev. Anche l'equilibrio tra azione e storia ha ricevuto pareri positivi, con Kevin Powers ha affermato che le prime due sequenze del numero di apertura «catturano magistralmente lo spirito del gioco». Al contrario, Jesse Schedeen di IGN, a seguito della lettura del secondo numero, ha dichiarato il legame con la serie perlopiù labile: «Per quanto si possa provare a replicare i momenti viscerali [di Halo], semplicemente Bendis e Maleev non riescono a replicare la stessa sensazione sulla pagina stampata».
La critica ha storto il naso per via della mancata scelta di Master Chief come protagonista, replicando dunque lo stile di Halo Graphic Novel; Schedeen ha definito «Master Chief a malapena una guest star nel suo stesso libro», e che grosso modo il suo ruolo si limitava a riempire di piombo gli alieni. Schedeen ha fatto notare l'assenza di connessioni tra la trama di Ruwan e le avventure di Master Chief, che non sono mai state risolte in modo soddisfacente. L'attenzione posta dal ciclo finale della miniserie sulla sottotrama di Ruwan e Myra è stata giudicata un grave punto di debolezza: Geoff Collins, penna di Comics Bulletin, in una recensione del secondo numero ha sostenuto a tal proposito: «Gli appassionati dei fumetti potrebbero interessarsene [a Ruwan e Myra], ma i fan di Halo che conosco non si curerebbero granché di loro. E il problema della trama di questo numero è che il racconto ruota proprio intorno alla coppia racconto in questo numero è incentrata su di loro». Schedeen si è rivelato sorpreso nello scoprire che l'interesse verso i due iniziava ad crescere solo nel numero finale. I molti ritardi nella pubblicazione sono stati gli altri aspetti aspramenti criticati. Schedeen riassunse i suoi vari giudizi augurandosi che i gruppi di produzione al lavoro per i futuri progetti su Halo avrebbero sanato gli errori commessi nella miniserie e avrebbero partorito delle storie in grado di trasmettere costantemente l'interesse che la saga fantascientifica già di per sé genera. Infine, sosteneva: «Per lo meno speriamo di non dover più aspettare un anno tra un numero e l'altro».